# Acrolophus erethismia
Acrolophus erethismia är en fjärilsart som beskrevs av Edward Meyrick 1930. Acrolophus erethismia ingår i släktet Acrolophus och familjen Acrolophidae. Inga underarter finns listade i Catalogue of Life.